# Hans Hofmann von Grünbühel
Hans Hofmann Freiherr zu Grünbühel und Strechau, auch Hoffman (* 1491/92; † 18. Juli 1564 auf der Styraburg) war ein österreichischer Adliger und Hofbeamter.

## Leben
Hans Hofmann von Grünbühel wurde 1491/1492 als Sohn von Friedrich Hofmann († 1521/23), landesfürstlicher Pfleger und Landtrichter, und Margarethe Pichler, Tochter des Caspar Pichler zu Püchl und der Christina von Pain, geboren. Seine Mutter Margarethe erbte das Schloss Hof am Püchl (später Grünbüchel), bei Rottenmann in der Steiermark. Nach dem Tod Kaiser Maximilians I. 1519 reiste er als einer der ständischen Abgeordneten der Steiermark zur Huldigung Kaiser Karls V. nach Spanien.
Er erlangte die Gunst des Erzherzogs und späteren Kaisers Ferdinand I. Unter diesem diente er zunächst 1522 als erzherzoglicher Kommissar und wurde 1526 als Nachfolger des Gabriel Salamanca zu seinem Schatzmeister ernannt. Zudem war er spätestens 1527 dessen Geheimer Rat sowie Hauptmann von Wiener Neustadt und später Burggraf von Steyr. 1528 erwarb er als Familiensitz die Burg Strechau, die er erheblich ausbauen ließ. Hans und sein Bruder Adam wurde am 12. Dezember 1527 von Ferdinand I. das Wappen gebessert und die Rotwachsfreiheit verliehen. Mit Diplom vom 14. April 1535 erhob Ferdinand I. Hans zum Freiherrn zu Grünbühel und Strechau. 1540 wurde Hans Hofmann in den obderennsischen Herrenstand eingetragen und Ferdinand I. verlieh ihm das Erbamt des Obersten Landhofmeisters der Steiermark. Seit 1. April 1560 war er auch Oberster Landmarschalls von Österreich und Steiermark. Hofmann erwarb ein beachtliches Vermögen, das er insbesondere durch Investitionen im Bergbau vermehrte, er besaß schließlich 24 Herrschaften und Schlösser in Österreich und der Steiermark.
Vermutlich wirkte er mit Leonhard von Fels und Wilhelm von Rogendorf auf eine Schwächung des päpstlichen und des spanischen Einflusses hin. Hofmann wirkte auch in Verhandlungen mit den protestantischen Fürsten. Zu Lebzeiten wurde er als Lutheraner verdächtigt. 1556 legte er seine öffentlichen Ämter nieder und zog sich ins Privatleben zurück. In seinen letzten Lebensjahren konvertierte er zum Protestantismus. Er verstarb 1564 auf der Burg in Steyr.

## Ehen und Nachkommen
Hans Hofmann heiratete in erster Ehe Potentiana, Tochter des Wolfgang von Oberburg und der Agnes Burggräfin von Lueg und Lienz. Mit ihr hatte er einen Sohn und zwei Töchter:
- Adam (* 1523; † 1573), Burggraf von Steyr, Hauptmann von Wiener Neustadt, Oberster Landhofmeister in Steiermark, Oberster Erblandmarschall in Österreich und Steiermark.
- Anna († nach Dez. 1576), ⚭ 1551 Andreas Ungnad Reichsfreiherr zu Sonnegg († 1557), kaiserlicher Vorschneider
- Eva († nach Jänner 1572), ⚭ 1551 Ferdinand von Salamanca Reichsgraf zu Ortenburg († 1570).

In zweiter Ehe heiratete er am 9. Mai 1530 Klara (* 1517; † nach 1596), Tochter des Wolfgang Freiherr von Rogendorf und Mollenburg, Burggraf von Steyr, und der Elisabeth von Liechtenstein zu Nikolsburg. Mit ihr hatte er zwei Söhne und eine Tochter:
- Hans Friedrich (* 1536/39; † 1590), Rat der innerösterrischen Regierung, Oberster Erblandhofmeister in Steiermark, Landesverweser in Steiermark; ⚭ I. 1560 Judith, Tochter des Sebastian von Windischgraetz, Reichsfreiherr zu Waldstein und im Thal und der Katharina Rauber zu Plankenstein, 9 Kinder und ⚭ II. 1584 Maria Salome, Tochter des Rüdiger Herrn von Starhemberg zu Schönbühel und Helena Szekely Freiin zu Friedau, noch 3 Kinder.
- Ferdinand (* 1540; † 1607), Oberster Erblandhofmeister in Steiermark, Oberster Erblandmarschall in Österreich und Steiermark, kaiserlicher Hofkammerpräsident und Geheimrat. ⚭ I. 1563 Margaretha (* 1546; † 1584/85), Tochter von Leonhard von Harrach, Reichsfreiherr zu Rohrau und Barbara Windischgraetz Freiin zu Waldstein und im Thal, 4 Kinder. ⚭ II. Elisabeth Dohna auf Grafenstein, Chotec etc. († 1611), keine Nachkommen.
- Elisabeth (* 1544; † 1612), ⚭ 1567 Dietrich von Puchheim zu Horn und Wildberg († 1589).

## Anmerkung
Das Geschlecht der Gienger von Grünbühl (Grienpichel), benannt nach (Schloss Grünbühel bei Kilb) stammt von Ulmer Patriziern ab, und ist nicht verwandt mit den Hofmann von Grünbühel.
| Personendaten    | Personendaten                                                                                                 |
| ---------------- | --- |
| NAME             | Hofmann von Grünbühel, Hans                                                                                   |
| ALTERNATIVNAMEN  | Hofmann von Grünbühel, Johann; Hofmann von Grünbühel, Hanns; Hofmann Freiherr zu Grünbühel und Strechau, Hans |
| KURZBESCHREIBUNG | österreichischer Schatzmeister                                                                                |
| GEBURTSDATUM     | 1491 oder 1492                                                                                                |
| STERBEDATUM      | 18. Juli 1564                                                                                                 |
| STERBEORT        | Styraburg |